# Yomira Pinzón
Yomira Tibisay Pinzón Ríos (født 23. august 1996) er en panamansk fodboldspiller, der spiller som forsvarsspiller for den costaricanske klub Deportivo Saprissa og Panamas kvindelandshold. Hun får tilnavnet Yomi.